# Pelagiusz (imię)
Pelagiusz – imię męskie pochodzenia greckiego. Wywodzi się od słowa oznaczającego "marynarz" (por. pelagial).
Pelagiusz imieniny obchodzi: 25 marca, 26 czerwca, 11 lipca, 28 sierpnia i 21 października.
Żeński odpowiednik: Pelagia
Osoby noszące to imię:
- Pelagiusz (360? - 435?) – mnich z Brytanii, od którego wziął początek pelagianizm
- Pelagiusz z Kordoby (zm. 925) – męczennik, święty (wspomnienie 26 czerwca)[1][2]
- Pelayo (Pelagiusz) – wizygocki wódz, król Asturii
- Pelagiusz I – papież (556-561)[3]
- Pelagiusz II – papież (579-590)[3]